# Tetra-cego
O peixe-cego, também conhecido como tetra-cego (Astyanax fasciatus mexicanus), é um peixe de água doce para aquário. Suas características mais marcantes são a ausência de olhos e de pigmentação.
Como todos os membros da família Characidae, é um depositor de ovos. Prefere águas duras e aquários especializados. Pode atingir os 12 cm de comprimento, embora valores à volta dos 9 cm sejam mais comuns[carece de fontes?]. 

## Taxonomia
De Filippi descobriu este curioso tetra no México, em 1853, baptizando-o de Astyanax mexicanus. Mais tarde sugeriu-se que este peixe desprovido de olhos e pigmentação seria uma variedade de outro caracídeo que habita à superfície, pigmentado e com olhos: o Astyanax fasciatus. É uma discussão que ainda decorre.
Ao longo do tempo, muitas espécies receberam designações taxonómicas diferentes. O peixe-cego não é excepção:
- Tetragonopterus mexicanus
- Astyanax fasciatus mexicanus
- Astyanax mexicanus
- Astianax mexicanus
- Astyanax argentatus
- Tetragonopterus brevimanus
- Tetragonopterus petenensis
- Tetragonopterus fulgens
- Tetragonopterus nitidus
- Tetragonopterus streetsii
- Actualmente: Astyanax fasciatus mexicanus

## Distribuição e Diversidade
Cenotes e grutas em estruturas calcárias na península do Iucatão, no México. Outros habitantes do ecossistema são Ogilbia pearsei, Rhamdia Guatemalensis e Ophisternon infernale. Coabitam também alguns crustáceos (Creaseria morleyi, Typhlatya mitchelli, Typhlatya pearsei e Creaseriella anops) e, como flora,Echinodorus spp. pontualmente, e Chara spp. (uma macro-alga morfologicamente semelhante às Ceratophillum spp.). Ocorrem apenas nos cenotes, pois no sistema de grutas não há flora.

## Descrição física
Peixe despigmentado, de cor rosada devido ao sistema vascular, e forma semelhante à dos restantes tetras. Tem ausência parcial ou total de olhos. Pode atingir 12 cm de comprimento. As fêmeas são algo mais largas do que os machos, mas de resto não há mais marcas distintivas entre os géneros. Curiosamente, os alevins nascem com olhos, que vão perdendo à medida que se desenvolvem.

## Ecologia e Comportamento
Pouco exigente no que diz respeito às características da água, tolera desde águas ácidas e macias até alcalinas e duras. Temperaturas dos 19ºC aos 26°C, e pH entre 6 e 8. Dureza até 30 dGH. Ao contrário da variedade pigmentada, o mexicanus não forma cardumes.

## No aquário
Activo, pacífico e pouco exigente, pode manter-se num aquário comunitário, até por aquariofilistas iniciantes, embora um aquário exclusivo para a espécie seja o mais indicado, pois podem ser agressivos na altura da alimentação. 
Apesar da ausência de olhos, os Astyanax fasciatus mexicanus deslocam-se com rapidez pelo aquário, desviando-se de objectos e peixes, percepcionando o que se passa ao redor por um sistema de linhas laterais bastante desenvolvido.
Omnívoros, aceitam todo o tipo de alimentos, de flocos a alimento vivo, passando por congelados e liofilizados. Para a reprodução, é aconselhável acondicionar com comida viva. Reproduz-se facilmente em aquários mais frios: a descida da temperatura estimula a ovulação (até aos 19, 21°C), e a fêmea deposita até 100 ovos no fundo do aquário. Os ovos não devem ser manipulados, pois são particularmente delicados. Em um ou dois dias eclodirão, e os alevins nadarão em três ou quatro dias. Artémia recém-eclodida, flocos finamente triturados, ou comidas comerciais para alevins podem servir de base para a alimentação das crias.

## Nomes comuns
- Sardinita Mexicana (em castelhano)
- Blind Tetra (em inglês)
- Blind Cavefish (em inglês)
- Mexican Tetra (em inglês)
- Peixe-cego (em português)
- Tetra-cego (em português)
- Tetra-mexicano (em português)